# Breathe (The-Prodigy-Lied)
Breathe ist ein Lied der britischen Big-Beat-Band The Prodigy. Es wurde am 11. November 1996 als zweite Singleauskopplung aus dem dritten Studioalbum The Fat of the Land veröffentlicht. 

## Hintergrund
Das Lied wurde erstmals am 8. Dezember 1995, knapp elf Monate vor Veröffentlichung, bei einem Konzert in der Pionir-Halle in der serbischen Hauptstadt Belgrad live aufgeführt. The Prodigy war die erste große internationale Band, die seit dem Zerfall Jugoslawiens und kurz nachdem die UN-Sanktionen teilweise aufgehoben worden waren in Belgrad auftrat. Breathe wurde so zu einer Ikone für die urbane Jugend Serbiens.

## Titelliste
| Nr.          | Titel                                    |                           | Länge |
| ------------ | ---------------------------------------- | ------------------------- | ----- |
| 1.           | Breathe (Edit)                           |                           | 03:59 |
| 2.           | The Trick                                |                           | 04:25 |
| 3.           | Breathe (Instrumental)                   |                           | 05:35 |
| 4.           | Their Law (Live at Phoenix Festival ’96) | feat. Pop Will Eat Itself | 05:24 |
| Gesamtlänge: | Gesamtlänge:                             | Gesamtlänge:              | 19:23 |

| Nr.          | Titel                                                 |                           | Länge |
| ------------ | ----------------------------------------------------- | ------------------------- | ----- |
| 1.           | Breathe (Edit)                                        |                           | 03:59 |
| 2.           | Their Law (Live at Phoenix Festival ’96)              | feat. Pop Will Eat Itself | 05:24 |
| 3.           | Poison (Live at the Tourhout & Werchter Festival ’96) |                           | 05:16 |
| 4.           | The Trick                                             |                           | 04:25 |
| Gesamtlänge: | Gesamtlänge:                                          | Gesamtlänge:              | 19:04 |

- Die Version Breathe (Instrumental) wurde offiziell ausschließlich auf 12″-Vinyl veröffentlicht.
- Der Song The Trick wurde geschrieben von Liam Howlett und offiziell ausschließlich auf den Singles veröffentlicht.

## Musikvideo
Das zugehörige Musikvideo wurde unter Regie von Walter Stern produziert. Schauplatz ist ein Ghetto-ähnliches Apartment mit dessen Bewohnern, den Bandmitgliedern und verschiedenen Tieren wie einem Krokodil und Kakerlaken.

## Kommerzieller Erfolg

### Chartplatzierungen
Breathe war die zweite aufeinanderfolgende Nummer-eins-Single von The Prodigy in den britischen Singlecharts und hielt sich zwei Wochen lang an der Spitze.  Darüber hinaus avancierte das Lied ebenfalls zum Nummer-eins-Hit in Finnland, Norwegen und Schweden.
| ChartsChartplatzierungen     | Höchstplatzierung | Wochen |
| ---------------------------- | ----------------- | ------ |
| Deutschland (GfK)            | 8 (21 Wo.)        | 21     |
| Österreich (Ö3)              | 6 (16 Wo.)        | 16     |
| Schweiz (IFPI)               | 5 (19 Wo.)        | 19     |
| Vereinigtes Königreich (OCC) | 1 (27 Wo.)        | 27     |

| ChartsJahrescharts (1996)    | Platzierung |
| ---------------------------- | ----------- |
| Vereinigtes Königreich (OCC) | 14          |

| ChartsJahrescharts (1997) | Platzierung |
| ------------------------- | ----------- |
| Deutschland (GfK)         | 52          |
| Schweiz (IFPI)            | 35          |

### Auszeichnungen für Musikverkäufe
Die Single wurde zunächst im Januar 1997 mit Platin für ihre Verkaufszahlen im Vereinigten Königreich ausgezeichnet. Im 2022 folgte dann auch noch die Auszeichnung mit Doppelplatin.
| Land/Region                  | Auszeichnungen für Musikverkäufe (Land/Region, Auszeichnung, Verkäufe) | Verkäufe  |
| ---------------------------- | ---------------------------------------------------------------------- | --------- |
| Australien (ARIA)            | 2× Platin                                                              | 140.000   |
| Belgien (BRMA)               | Gold                                                                   | 25.000    |
| Deutschland (BVMI)           | Gold                                                                   | 250.000   |
| Finnland (IFPI)              | Platin                                                                 | 10.507    |
| Kanada (MC)                  | Platin                                                                 | 80.000    |
| Neuseeland (RMNZ)            | Platin                                                                 | 10.000    |
| Schweden (IFPI)              | Platin                                                                 | 30.000    |
| Vereinigtes Königreich (BPI) | 2× Platin                                                              | 1.200.000 |
| Insgesamt                    | 2× Gold · 8× Platin ·                                                  | 1.745.507 |